# Tullgarns biologiska dammar

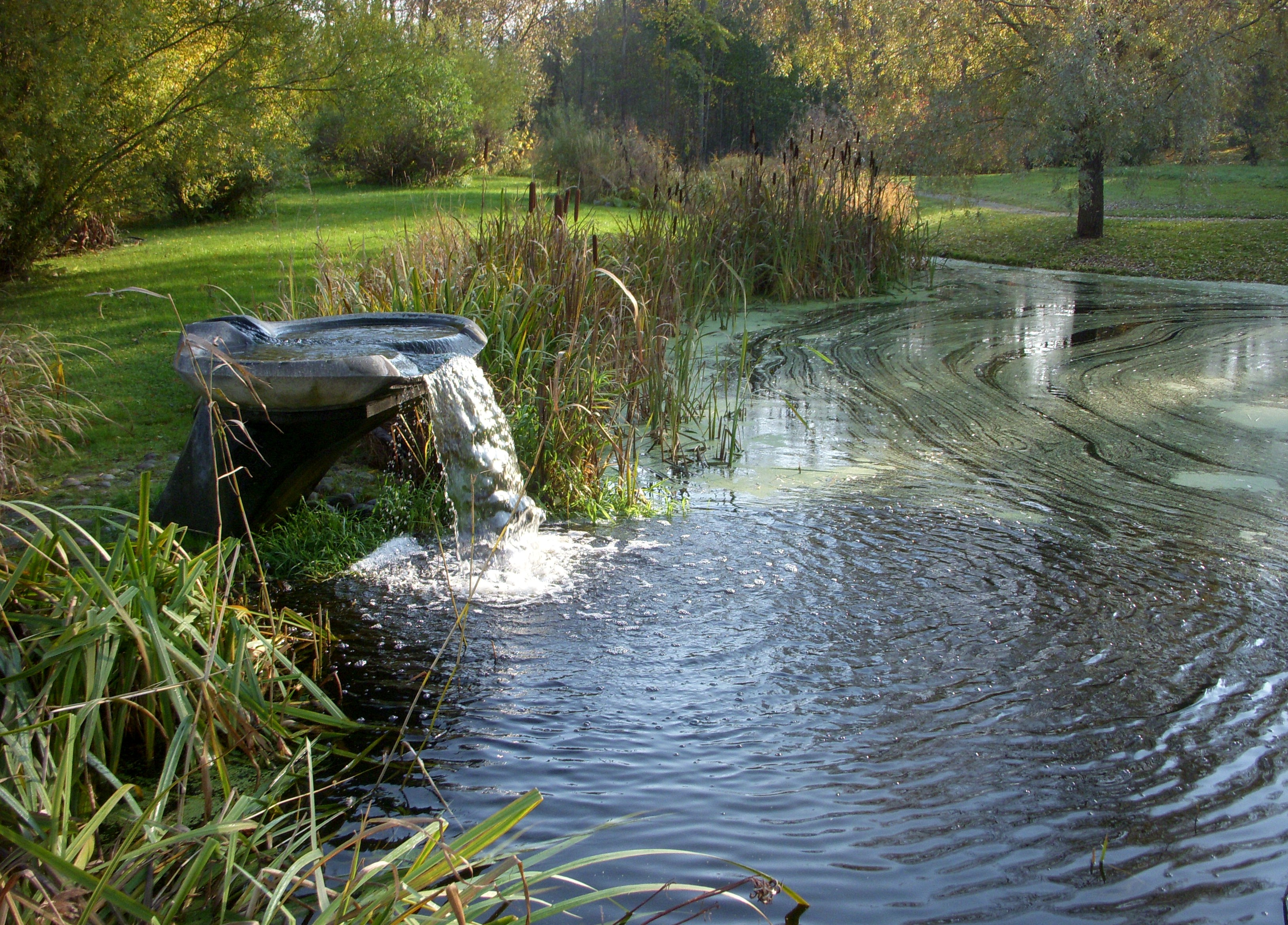
Anläggningen i oktober 2011

Tullgarns biologiska dammar är ett reningsverk för avloppsvatten som Statens fastighetsverk driver sedan 1996 på Tullgarns slottsområde. Enligt verket kan anläggningen kontinuerligt rena avloppsvattnet från 150-200 personer per dag med enstaka toppbelastingar av upp till 500 personer. Dammanläggningen är tänkt att vara ett första steg mot en kretsloppsanpassning av hela Tullgarnsområdet.

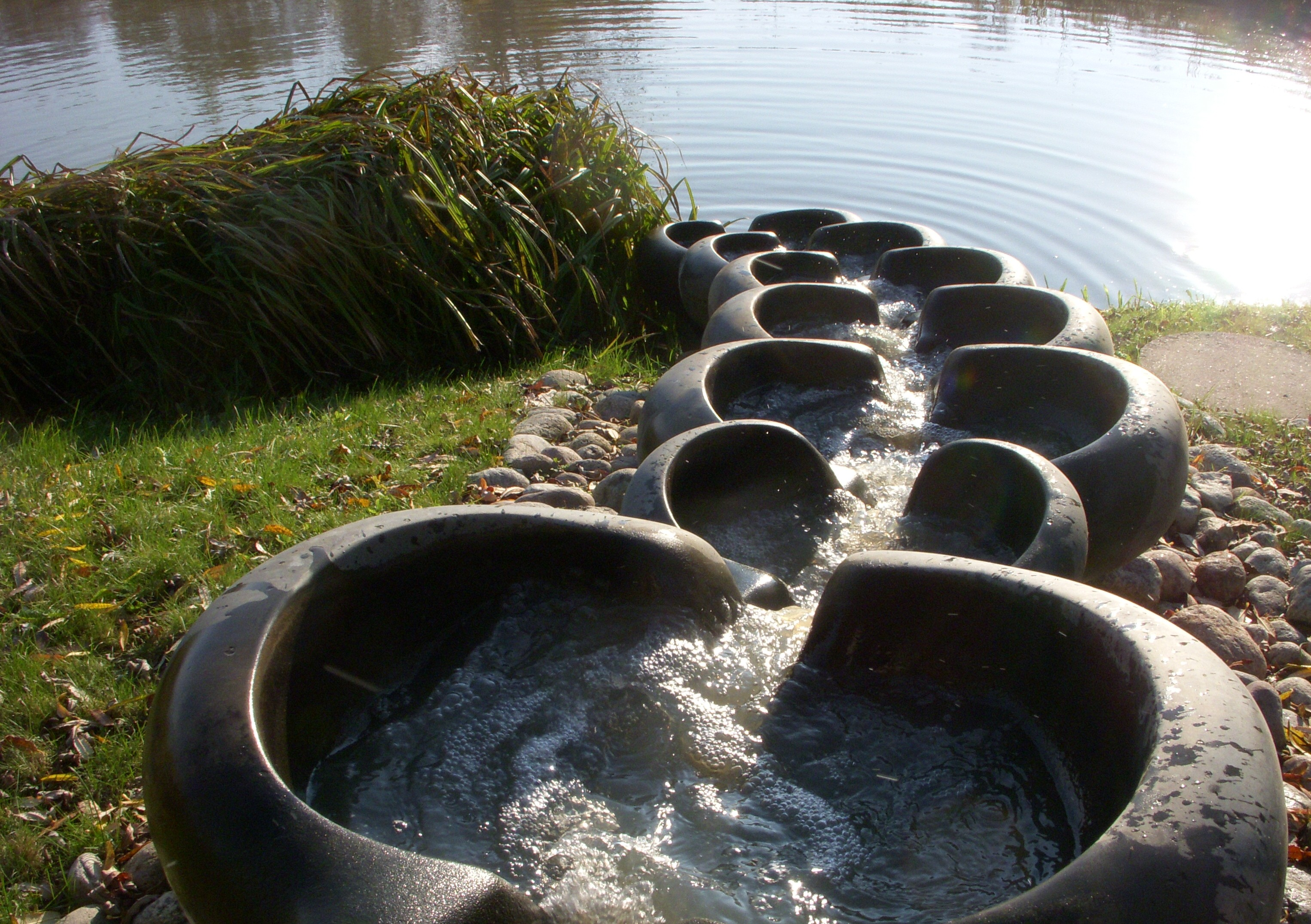
En av fem vattentrappor.

Anläggningen ligger i slottsparkens nordöstra del och består av tio dammar, grusfilter och vattentrappor. Här tas avloppsvatten från samtliga fastigheter i Tullgarnsområdet omhand. Det orenade avloppsvatten renas stegvis genom olika biologiska processer. När vattnet passerat anläggningen efter drygt ett år rinner det via ett alkärr renat ut i Östersjön. 
I dammarna minskas bland annat smutsvattnets näringshalt och vattnet syresätts respektive vilar växelvis i de olika dammarna. Fem vattentrappor som är utformade av den engelske skulptören John Wilkes syresätter vattnet.
I anläggningen ingår också en kompostanläggning, där den näringsrika skörden från dammområdet tas till vara tillsammans med växtavfall från den övriga slottsparken.
Med sina organisk formade dammar omgivna av promenadstigar och ljudet av porlande vatten från vattentrapporna smälter anläggningen väl in i slottsparken. Det luktar inte heller.